# 谷达坡站
谷达坡站是位于湖南麻阳苗族自治县谷达坡乡的一个铁路车站，邮政编码419400。车站建于1978年，有焦柳铁路经过该站，现仅办理货运业务，不办理客运业务。车站距离月山站1146公里，隶属广铁集团，是五等站。